# Thể hình tại Đại hội Thể thao Đông Nam Á 2013
Thể hình tại Đại hội Thể thao Đông Nam Á 2013 diễn ra tại Trung tâm Hội nghị Myanmar, Yangon, Myanmar từ ngày 12–16 tháng Mười hai.

## Kết quả

### Nam
| Nội dung | Vàng                        | Bạc                           | Đồng                             |
| -------- | --------------------------- | ----------------------------- | -------------------------------- |
| 55 kg    | Jiraphan Pongkam · Thái Lan | Tun Min · Myanmar             | Phạm Văn Mách · Việt Nam         |
| 60 kg    | Aung Khaing Win · Myanmar   | Nguyễn Anh Thông · Việt Nam   | Jefry Johanis Wuaten · Indonesia |
| 70 kg    | Nguyễn Văn Lâm · Việt Nam   | Sazali Abd Samad · Malaysia   | Edoardus Apcowo · Indonesia      |
| 80 kg    | Min Zaw Oo · Myanmar        | Khuntal Phuangphet · Thái Lan | Komara Dhita Jana · Indonesia    |
| 90 kg    | Ngai Hoeng Wong · Malaysia  | Aung Swe Naing · Myanmar      | Panupong Prateep · Thái Lan      |

## Bảng huy chương
Chủ nhà
| 1    | Myanmar (MYA)   | 2 | 2 | 0 | 4  |
| 2    | Thái Lan (THA)  | 1 | 1 | 1 | 3  |
| 2    | Việt Nam (VIE)  | 1 | 1 | 1 | 3  |
| 4    | Malaysia (MAS)  | 1 | 1 | 0 | 2  |
| 5    | Indonesia (INA) | 0 | 0 | 3 | 3  |
| Tổng | Tổng            | 5 | 5 | 5 | 15 |